# Yacimiento arqueológico de Dugi
El Yacimiento arqueológico de Dugi (en inglés: Dugi Archeological Site) es un sitio prehistórico de piedras en el lado norte de la isla de Rota en las Islas Marianas del Norte una dependencia de Estados Unidos en el Océano Pacífico. El sitio es parte de lo que sobrevivió al desarrollo intensivo de caña de azúcar introducido por los japoneses durante el período del Mandato del Pacífico Sur de los años 1920 y 1930. Se compone de dieciséis deterioradas estructuras de piedra latte sobre tres terrazas altas. Algunas de las piedras latte han caído y otras son características que normalmente se encuentran en estos sitios.
El espacio fue incluido en el Registro Nacional de Lugares Históricos en 1985.